# Éliminatoires de la Coupe d'Afrique des nations de football 1994
Cet article présente la phase qualificative à la Coupe d'Afrique des nations 1994.
Dix billets sont à distribuer aux trente-sept pays participant à ces qualifications. La Tunisie, l'organisateur du tournoi et la Côte d'Ivoire, tenante du titre, sont exempts de ces joutes.
Après un tour préliminaire joué en matchs aller-retour concernant quatre équipes (deux qualifiés pour le tour principal), les équipes sont réparties en huit groupes de quatre. Les premiers de chaque poule ainsi que les seconds des groupes de 5 ou 6 obtiennent leur billet pour le tournoi final en Tunisie. En plus des forfaits en cours de compétition du Togo, du Tchad, de la Tanzanie et du Burkina Faso, les sélections de Mauritanie et de Libye, au départ inscrites, se retirent avant le démarrage des qualifications.
À noter pour ces éliminatoires les débuts en compétition internationale officielle de la sélection du Cap-Vert, éliminée dès le tour préliminaire et la première participation de l'Afrique du Sud, mise au ban du football mondial depuis l'instauration de l'apartheid. La fin de la politique ségrégationniste sud-africaine a permis la réintégration des Bafana Bafana au sein de la CAF.

## Résultats

### Tour préliminaire
Un tour préliminaire met en jeu les quatre moins bonnes sélections, pour écarter deux d'entre elles de la phase qualificative.
| Équipe 1      | Résultat | Équipe 2 | Aller | Retour |
| ------------- | -------- | -------- | ----- | ------ |
| Lesotho       | 4 - 0    | Botswana | 0 - 0 | 4 - 0  |
| Guinée-Bissau | 4 - 1    | Cap-Vert | 3 - 1 | 1 - 0  |

### Groupe 1
| Rang | Équipe   | Pts | J | G | N | P | Bp | Bc | Diff |  | Résultats (▼ dom., ► ext.) |     |     |     |     |
| ---- | -------- | --- | - | - | - | - | -- | -- | ---- |  | -------------------------- | --- | --- | --- | --- |
| 1    | Gabon    | 10  | 6 | 4 | 2 | 0 | 10 | 2  | +8   |  | Gabon                      |     | 0-0 | 3-0 | 2-0 |
| 2    | Cameroun | 9   | 6 | 3 | 3 | 0 | 7  | 0  | +7   |  | Cameroun                   | 0-0 |     | 2-0 | 2-0 |
| 3    | Niger    | 5   | 6 | 2 | 1 | 3 | 7  | 10 | -3   |  | Niger                      | 1-3 | 0-0 |     | 4-1 |
| 4    | Bénin    | 0   | 6 | 0 | 0 | 6 | 3  | 15 | -12  |  | Bénin                      | 1-2 | 0-3 | 1-2 |     |

### Groupe 2
| Rang | Équipe   | Pts | J | G | N | P | Bp | Bc | Diff |  | Résultats (▼ dom., ► ext.) |     |     |     |     |
| ---- | -------- | --- | - | - | - | - | -- | -- | ---- |  | -------------------------- | --- | --- | --- | --- |
| 1    | Nigeria  | 8   | 6 | 3 | 2 | 1 | 12 | 1  | +11  |  | Nigeria                    |     | 2-0 | 6-0 | 4-0 |
| 2    | Ouganda  | 7   | 6 | 2 | 3 | 1 | 7  | 6  | +1   |  | Ouganda                    | 0-0 |     | 3-1 | 1-0 |
| 3    | Éthiopie | 5   | 6 | 2 | 1 | 3 | 7  | 12 | -5   |  | Éthiopie                   | 1-0 | 2-2 |     | 3-0 |
| 4    | Soudan   | 4   | 6 | 1 | 2 | 3 | 2  | 9  | -7   |  | Soudan                     | 0-0 | 1-1 | 1-0 |     |

### Groupe 3
| Rang | Équipe        | Pts | J         | G | N | P | Bp | Bc | Diff |  | Résultats (▼ dom., ► ext.) |     |     |     |     |     |
| ---- | ------------- | --- | --------- | - | - | - | -- | -- | ---- |  | -------------------------- | --- | --- | --- | --- | --- |
| 1    | Sierra Leone  | 10  | 6         | 4 | 2 | 0 | 9  | 1  | +8   |  | Sierra Leone               |     | 1-0 | 2-0 | 2-0 | 0-0 |
| dsq  | Algérie       | dsq | 6         | 4 | 1 | 1 | 13 | 4  | +9   |  | Algérie                    | 0-0 |     | 4-0 | 3-1 | 4-0 |
| 2    | Sénégal       | 5   | 6         | 2 | 1 | 3 | 8  | 9  | -1   |  | Sénégal                    | 1-1 | 1-2 |     | 3-0 | 2-0 |
| 3    | Guinée-Bissau | 0   | 6         | 0 | 0 | 6 | 2  | 18 | -16  |  | Guinée-Bissau              | 0-3 | 1-4 | 0-3 |     |     |
| -    | Togo          | -   | 6 forfait | 0 | 4 | 2 | 1  | 7  | -6   |  | Togo                       |     | 0-0 | 1-1 | 0-0 |     |

- L'Algérie est disqualifiée car elle a aligné un joueur non-qualifié lors d'une des rencontres; le Sénégal se trouve par conséquent qualifié pour la phase finale. Le Togo déclare forfait à deux journées de la fin de la campagne éliminatoire.

### Groupe 4
| Rang | Équipe     | Pts | J | G | N | P | Bp | Bc | Diff |  | Résultats (▼ dom., ► ext.) |     |     |     |     |
| ---- | ---------- | --- | - | - | - | - | -- | -- | ---- |  | -------------------------- | --- | --- | --- | --- |
| 1    | Zaïre      | 8   | 6 | 3 | 2 | 1 | 13 | 3  | +10  |  | Zaïre                      |     | 0-1 | 2-0 | 7-0 |
| 2    | Kenya      | 8   | 6 | 3 | 2 | 1 | 11 | 6  | +5   |  | Kenya                      | 1-3 |     | 4-1 | 3-0 |
| 3    | Mozambique | 5   | 6 | 1 | 3 | 2 | 5  | 7  | -2   |  | Mozambique                 | 0-0 | 0-0 |     | 3-0 |
| 4    | Lesotho    | 3   | 6 | 0 | 3 | 3 | 4  | 17 | -13  |  | Lesotho                    | 1-1 | 2-2 | 1-1 |     |

### Groupe 5
| Rang | Équipe         | Pts | J | G | N | P | Bp | Bc | Diff |  | Résultats (▼ dom., ► ext.) |     |     |     |     |
| ---- | -------------- | --- | - | - | - | - | -- | -- | ---- |  | -------------------------- | --- | --- | --- | --- |
| 1    | Zambie         | 10  | 6 | 4 | 2 | 0 | 10 | 2  | +8   |  | Zambie                     |     | 0-0 | 3-0 | 2-1 |
| 2    | Zimbabwe       | 9   | 6 | 3 | 3 | 0 | 9  | 3  | +6   |  | Zimbabwe                   | 1-1 |     | 4-1 | 2-0 |
| 3    | Afrique du Sud | 4   | 6 | 1 | 2 | 3 | 5  | 10 | -5   |  | Afrique du Sud             | 0-1 | 1-1 |     | 0-0 |
| 4    | Maurice        | 1   | 6 | 0 | 1 | 5 | 2  | 11 | -9   |  | Maurice                    | 0-3 | 0-1 | 1-3 |     |

### Groupe 6
| Rang | Équipe  | Pts | J         | G | N | P | Bp | Bc | Diff |  | Résultats (▼ dom., ► ext.) |     |     |     |     |
| ---- | ------- | --- | --------- | - | - | - | -- | -- | ---- |  | -------------------------- | --- | --- | --- | --- |
| 1    | Guinée  | 5   | 4         | 1 | 3 | 0 | 5  | 4  | +1   |  | Guinée                     |     | 2-2 | 1-0 |     |
| 2    | Burundi | 5   | 4         | 1 | 3 | 0 | 5  | 4  | +1   |  | Burundi                    | 2-2 |     | 1-0 |     |
| 3    | Congo   | 2   | 4         | 0 | 2 | 2 | 0  | 2  | -2   |  | Congo                      | 0-0 | 0-0 |     | 2-0 |
| -    | Tchad   | -   | 2 forfait | 0 | 0 | 2 | 0  | 5  | -5   |  | Tchad                      | 0-3 |     |     |     |

- Le Tchad déclare forfait après deux journées.

#### Match d'appui
| 24 octobre 1993 | Guinée          | 0 - 0 a.p. | Burundi | Libreville |  |
|                 |                 |            |         |            |  |
|                 | Tirs au but 5-4 |            |         |            |  |

### Groupe 7
| Rang | Équipe       | Pts | J         | G | N | P | Bp | Bc | Diff |  | Résultats (▼ dom., ► ext.) |     |     |     |     |
| ---- | ------------ | --- | --------- | - | - | - | -- | -- | ---- |  | -------------------------- | --- | --- | --- | --- |
| 1    | Ghana        | 4   | 2         | 2 | 0 | 0 | 3  | 0  | +3   |  | Ghana                      |     | 1-0 |     | 3-0 |
| 2    | Liberia      | 0   | 2         | 0 | 0 | 2 | 0  | 3  | -3   |  | Liberia                    | 0-2 |     | 1-1 |     |
| -    | Tanzanie     | -   | 2 forfait | 0 | 2 | 0 | 3  | 3  | 0    |  | Tanzanie                   | 2-2 |     |     |     |
| -    | Burkina Faso | -   | 2 forfait | 0 | 1 | 1 | 1  | 4  | -3   |  | Burkina Faso               |     | 1-1 |     |     |

- La Tanzanie et le Burkina Faso déclarent forfait après deux journées disputées.

### Groupe 8
| Rang | Équipe     | Pts | J       | G | N | P | Bp | Bc | Diff |  | Résultats (▼ dom., ► ext.) |     |     |     |     |
| ---- | ---------- | --- | ------- | - | - | - | -- | -- | ---- |  | -------------------------- | --- | --- | --- | --- |
| 1    | Mali       | 7   | 6       | 3 | 1 | 2 | 8  | 7  | +1   |  | Mali                       |     | 2-1 | 2-1 | 2-1 |
| 2    | Égypte     | 6   | 6       | 2 | 2 | 2 | 6  | 5  | +1   |  | Égypte                     | 2-1 |     | 1-1 | 2-0 |
| 3    | Maroc      | 6   | 6       | 2 | 2 | 2 | 5  | 4  | +1   |  | Maroc                      | 1-0 | 0-0 |     | 0-1 |
| 4    | Malawi     | 5   | 6       | 2 | 1 | 3 | 4  | 7  | -3   |  | Malawi                     | 1-1 | 1-0 | 0-2 |     |
| -    | Libye      |     | forfait |   |   |   |    |    |      |  |                            |     |     |     |     |
| -    | Mauritanie |     | forfait |   |   |   |    |    |      |  |                            |     |     |     |     |

## Qualifiés
- Côte d'Ivoire (champion d'Afrique en titre)
- Tunisie (pays organisateur)
- Gabon
- Nigeria
- Sierra Leone
- Sénégal
- Zaïre
- Zambie
- Guinée
- Ghana
- Mali
- Égypte